# Невское (электродепо)
ТЧ-5 «Не́вское» — тяговое электродепо Петербургского метрополитена, расположено на Невско-Василеостровской линии, за станцией «Рыбацкое». Обслуживает Невско-Василеостровскую линию— Дмитрий Новожилов.

## История
Было открыто в 1986 году для обслуживания Правобережной линии. В 1995 году после закрытия движения на перегоне «Лесная» — «Площадь Мужества», депо «Северное», обслуживающее Невско-Василеостровскую линию, оказалось отрезанным от неё, составы в спешном порядке по железной дороге переправили в ТЧ-5.
С этого времени депо «Невское» стало обслуживать ещё и третью линию. Эта работа была сверхплановой и из-за того, что в депо не могли поместиться все поезда, ночной отстой составов в массовом порядке производился на парковых путях и в тоннелях.
1 февраля 2000 года была введена в эксплуатацию первая очередь ТЧ-6 «Выборгское», и составы Правобережной линии были переданы туда.
В течение 2008 года в связи с предстоящим разделением линии «Комендантский проспект» — «Улица Дыбенко» на четвёртую и пятую в депо постепенно передавались составы из ТЧ-6 для работы на сокращённой 4-й линии, в то время, как само ТЧ-6 переходило на обслуживание 5-й линии. С начала передачи составов и до окончательного разделения линий 7 марта 2009 года совмещённая четвёртая линия обслуживалась обоими депо. С 1 июня 2019 года четвёртая линия была передана депо ТЧ-3 «Московское», но ПТО данной линии до 30 августа того же года был временно расположен на площадке электродепо «Невское».
В настоящее время ТЧ-5 обслуживает Невско-Василеостровскую линию.

## Обслуживаемые линии
| Линия                         | Период                   |
| ----------------------------- | ------------------------ |
| Невско-Василеостровская линия | c 1995 — настоящее время |
| Правобережная линия           | 1986—2019                |

Единственное депо, которое одновременно — с 1995 по 2019 год — обслуживало поезда двух (Невско-Васлеостровской и Правобережной) линий.

## Подвижной состав

### Пассажирский подвижной состав
| Тип                      | Период                 | Вагонов в составе | Состояние               |
| ------------------------ | ---------------------- | ----------------- | ----------------------- |
| Ема, Ем, Емх             | 1998—2015              | 8                 | списаны                 |
| Ема-502, Ем-501, Емх-503 | 1998—2015              | 8                 | списаны                 |
| 81-717/714               | 1986—2019              | 8                 | переданы                |
| 81-717.5                 | 1988—2013              | 8                 | переданы                |
| 81-714.5                 | 1988—2019              | 8                 | переданы                |
| 81-717.5П/714.5П         | 2013—2019              | 8                 | переданы                |
| 81-540/541               | 1997—2019              | 8                 | переданы                |
| 81-540.2/541.2           | 2006—2007              | 8                 | переданы                |
| 81-540.5/541.5           | 2006—2007              | 8                 | переданы                |
| 81-540.7/541.7           | 2002—2016              | 8                 | переданы                |
| 81-540.8/541.8           | 2008—2019              | 8                 | переданы                |
| 81-556/557/558           | 2013 — настоящее время | 6                 | регулярная эксплуатация |
| 81-556.1/557.1/558.1     | 2016 — настоящее время | 6                 | регулярная эксплуатация |
| 81-556.2/557.2/558.2     | 2018 — настоящее время | 6                 | регулярная эксплуатация |
| 81-722/723/724           | 2015 — настоящее время | 6                 | регулярная эксплуатация |
| 81-722.3/723.3/724.3     | 2017 — настоящее время | 6                 | регулярная эксплуатация |

### Расположение
Депо расположено за станцией «Рыбацкое».
В депо имелся подъездной путь к железной дороге, ведущий к перегону Обухово — Славянка.